# 圣迈涅
圣迈涅（法語：Saint-Maigner，法語發音：[sɛ̃ mɛɲe]）是法国多姆山省的一个市镇，属于里永区。

## 地理
圣迈涅（46°5'16"N, 2°41'8"E）面积18.97 平方千米，位于法国奥弗涅-罗讷-阿尔卑斯大区多姆山省，该省份为法国中南部省份，北起阿列省接壤，东临卢瓦尔省，南至上盧瓦爾省和康塔爾省，西接科雷兹省和克勒兹省。
与圣迈涅接壤的市镇（或旧市镇、城区）包括：比西耶尔、拉塞莱特、埃斯皮纳斯、皮永萨、圣伊莱尔、圣瑞利安拉热内斯特、古蒂耶尔。

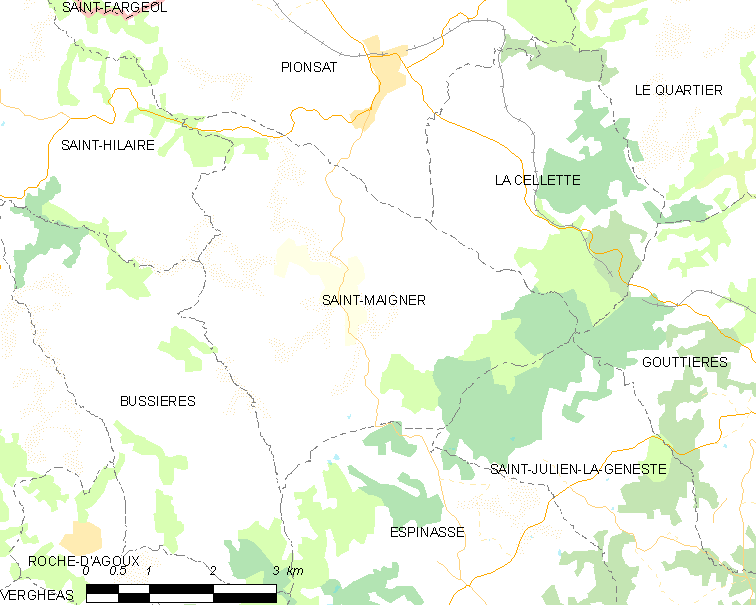
圣迈涅的OSM定位图

圣迈涅的时区为UTC+01:00、UTC+02:00（夏令时）。

## 行政
圣迈涅的邮政编码为63330，INSEE市镇编码为63373。

## 政治
圣迈涅所属的省级选区为圣埃卢瓦莱米讷县。

## 人口

1962-2008年间圣迈涅人口变化图示

圣迈涅于2022年1月1日时的人口数量为171人。